# عمر أرسلان
عمر أرسلان (بالتركية: Ömer Arslan)‏ هو لاعب كرة قدم تركي، ولد في 15 يوليو 1993 في توقاد في تركيا. شارك مع منتخب تركيا تحت 19 سنة لكرة القدم. أما مع النوادي، فقد لعب مع آلتاي إزمير وأنطاليا سبور ونادي بشكتاش.

## وصلات خارجية
- عمر أرسلان على موقع اتحاد تركيا (لاعب) (الإنجليزية)
- عمر أرسلان على موقع قاعدة بيانات كرة القدم.إي يو (الإنجليزية)
- عمر أرسلان على موقع عالم كرة القدم.نت (الإنجليزية)